# Josep Maria Folch i Torres
Josep Maria Folch i Torres (Barcelona, 1880-Barcelona, 1950) fue un novelista, narrador y autor teatral español, que escribió prácticamente toda su obra en lengua catalana.

## Biografía
Nacido en 1880 en Barcelona. Escribió mayoritariamente para un público infantil y juvenil. Escribió en diversas revistas y dirigió L'Atlàntida, el ¡Cu-Cut! y La Tralla. Detenido y procesado por la publicación de un número conmemorativo de la independencia de Cuba, con la Ley de Jurisdicciones se revisó el proceso y debió huir al exilio en Francia (1905-1908). Desde 1909 dirigió la revista ilustrada infantil En Patufet. Falleció el 15 de diciembre de 1950 en Barcelona.
En 1968, con la recuperación de Patufet, su hijo Ramón Folch i Camarasa reinventó el estilo de las Pàgines viscudes bajo el título de Històries possibles.

## Obras
- Lària, 1904
- Joan Endal, 1909
- Sobirania, Una vida, Anima de camí
- Vers la llum, La Habana, 1916
- Aventuras extraordinarias de Massagran (Aventures extraordinàries d'en Massagran, 1910)
- En Bolavà detectiu, 1911
- El gegant dels aires, 1911
- Per les terres roges, El cavaller del Nas Roent, 1918
- Trista aubada, 1901
- Els pastorets, 1916
- La Ventafocs, 1920
- La xinel·la preciosa, 1917
- El jardí abandonat, 1924
- El secret de la capsa d'or, 1926